# Campionati del mondo di atletica leggera 2013 - 100 metri piani femminili
La gara dei 100 metri piani femminili si è svolta tra domenica 11 agosto e lunedì 12 agosto 2013.

## Podio
| Pos.    | Atleta                  | Nazionalità    | Tempo |
| ------- | ----------------------- | -------------- | ----- |
| Oro     | Shelly-Ann Fraser-Pryce | Giamaica       | 10"71 |
| Argento | Murielle Ahouré         | Costa d'Avorio | 10"93 |
| Bronzo  | Carmelita Jeter         | Stati Uniti    | 10"94 |

## Situazione pre-gara

### Record
Prima di questa competizione, il record del mondo (WR) e il record dei campionati (CR) erano i seguenti.
| Record                | Prestazione | Atleta                               | Data                                               | Competizione              |
| --------------------- | ----------- | ------------------------------------ | -------------------------------------------------- | ------------------------- |
| Record mondiale       | 10"49       | Florence Griffith-Joyner Stati Uniti | 16 luglio 1988 Indianapolis, Stati Uniti d'America |                           |
| Record dei campionati | 10"70       | Marion Jones Stati Uniti             | 28 agosto 1999 Siviglia, Spagna                    | Campionati del mondo 1999 |

### Campioni in carica
I campioni in carica, a livello mondiale e continentale, erano:
| Campione | Atleta                           | Prestazione | Data                                | Competizione               |
| -------- | -------------------------------- | ----------- | ----------------------------------- | -------------------------- |
| Olimpico | Shelly-Ann Fraser-Pryce Giamaica | 10"75       | 4 agosto 2012 Londra, Regno Unito   | Giochi della XXX Olimpiade |
| Mondiale | Carmelita Jeter Stati Uniti      | 10"90       | 29 agosto 2011 Taegu, Corea del Sud | Campionati del mondo 2011  |
| Europeo  | Ivet Lalova Bulgaria             | 11"28       | 28 giugno 2012 Helsinki, Finlandia  | Campionati europei 2012    |

### La stagione
Prima di questa gara, gli atleti con le migliori tre prestazioni dell'anno erano:
| Pos. | Atleta                               | Prestazione | Data                                            |
| ---- | ------------------------------------ | ----------- | ----------------------------------------------- |
| 1    | Shelly-Ann Fraser-Pryce Giamaica     | 10"75       | 27 luglio 2013 Londra, Gran Bretagna            |
| 2    | Blessing Okagbare Nigeria            | 10"79       | 27 luglio 2013 Londra, Gran Bretagna            |
| 3    | Kelly-Ann Baptiste Trinidad e Tobago | 10"83       | 22 giugno 2013 Port of Spain, Trinidad e Tobago |

## Risultati
| LEGENDA: | NR | Record Nazionale | PB | Primato personale | SB | Primato stagionale |

### Batterie
Qualificazione: i primi tre di ogni serie (Q) e i sei tempi migliori tra gli esclusi (q) si qualificano alle semifinali.
| Pos. | Batteria | Nome                    | Nazionalità               | Tempo | Note  |
| ---- | -------- | ----------------------- | ------------------------- | ----- | ----- |
| 1    | 3        | English Gardner         | Stati Uniti               | 10.94 | Q     |
| 2    | 2        | Kerron Stewart          | Giamaica                  | 11.02 | Q     |
| 3    | 5        | Blessing Okagbare       | Nigeria                   | 11.03 | Q     |
| 4    | 5        | Ana Cláudia Lemos       | Brasile                   | 11.08 | Q     |
| 5    | 1        | Verena Sailer           | Germania                  | 11.11 | Q     |
| 6    | 2        | Alexandria Anderson     | Stati Uniti               | 11.13 | Q     |
| 7    | 4        | Shelly-Ann Fraser-Pryce | Giamaica                  | 11.15 | Q     |
| 8    | 1        | Octavious Freeman       | Stati Uniti               | 11.16 | Q     |
| 9    | 4        | Franciela Krasucki      | Brasile                   | 11.17 | Q     |
| 10   | 3        | Ivet Lalova             | Bulgaria                  | 11.18 | Q     |
| 11   | 5        | Schillonie Calvert      | Giamaica                  | 11.20 | Q     |
| 12   | 6        | Murielle Ahouré         | Costa d'Avorio            | 11.22 | Q     |
| 13   | 1        | Ezinne Okparaebo        | Norvegia                  | 11.23 | Q, SB |
| 14   | 6        | Carmelita Jeter         | Stati Uniti               | 11.24 | Q     |
| 15   | 4        | Gloria Asumnu           | Nigeria                   | 11.27 | Q, SB |
| 16   | 4        | Nataliya Pohrebnyak     | Ucraina                   | 11.28 | q     |
| 17   | 2        | Asha Philip             | Germania                  | 11.29 | Q     |
| 18   | 3        | Sheri-Ann Brooks        | Giamaica                  | 11.32 | Q     |
| 19   | 6        | Sheniqua Ferguson       | Bahamas                   | 11.33 | Q     |
| 20   | 3        | Myriam Soumaré          | Francia                   | 11.34 | q     |
| 21   | 4        | Michelle-Lee Ahye       | Trinidad e Tobago         | 11.37 | q     |
| 22   | 2        | Tatjana Pinto           | Germania                  | 11.38 | q     |
| 23   | 1        | Mariely Sánchez         | Rep. Dominicana           | 11.41 | q     |
| 23   | 1        | Olesya Povh             | Ucraina                   | 11.41 | q     |
| 25   | 5        | Stella Akakpo           | Francia                   | 11.43 |       |
| 26   | 5        | Hanna-Maari Latvala     | Finlandia                 | 11.45 |       |
| 27   | 3        | Melissa Breen           | Australia                 | 11.47 |       |
| 28   | 2        | Lina Grinčikaitė        | Lituania                  | 11.48 |       |
| 29   | 6        | Ángela Tenorio          | Ecuador                   | 11.53 |       |
| 30   | 3        | Cache Armbrister        | Bahamas                   | 11.55 |       |
| 31   | 4        | Toea Wisil              | Papua Nuova Guinea        | 11.61 |       |
| 31   | 2        | Tahesia Harrigan        | Isole Vergini Britanniche | 11.61 |       |
| 33   | 5        | Katsiaryna Hanchar      | Bielorussia               | 11.63 |       |
| 34   | 1        | Kateřina Čechová        | Rep. Ceca                 | 11.67 |       |
| 34   | 6        | Stephanie Kalu          | Nigeria                   | 11.67 |       |
| 36   | 4        | Fong Yee Pui            | Hong Kong                 | 12.15 |       |
| 37   | 2        | Lovelite Detenamo       | Nauru                     | 12.35 | SB    |
| 38   | 5        | Vladislava Ovcharenko   | Tagikistan                | 12.37 |       |
| 39   | 6        | Patricia Taea           | Isole Cook                | 12.39 |       |
| 40   | 1        | Yvonne Nalishuwa        | Zambia                    | 12.47 |       |
| 41   | 3        | Martina Pretelli        | San Marino                | 12.73 |       |
| 42   | 2        | Hereiti Bernardino      | Polinesia francese        | 12.84 | PB    |
| 43   | 6        | Rubie Joy Gabriel       | Palau                     | 13.25 | PB    |
| 44   | 3        | Kabotaake Romeri        | Kiribati                  | 13.39 | PB    |
| 45   | 6        | Pauline Kwalea          | Isole Salomone            | 13.53 | SB    |
|      | 6        | Ruddy Zang Milama       | Gabon                     | DNS   |       |

### Semifinale
Qualificazione: i primi due di ogni serie (Q) e i due tempi migliori tra gli esclusi (q) si qualificano alla finale.
| Pos. | Batteria | Corsia | Nome                    | Nazionalità       | Tempo | Note |
| ---- | -------- | ------ | ----------------------- | ----------------- | ----- | ---- |
| 1    | 3        | 7      | Shelly-Ann Fraser-Pryce | Giamaica          | 10.87 | Q    |
| 2    | 2        | 6      | Murielle Ahouré         | Costa d'Avorio    | 10.95 | Q    |
| 2    | 2        | 7      | Carmelita Jeter         | Stati Uniti       | 10.95 | Q    |
| 4    | 3        | 5      | Kerron Stewart          | Giamaica          | 10.97 | Q    |
| 5    | 2        | 4      | English Gardner         | Stati Uniti       | 11.00 | q    |
| 6    | 3        | 6      | Alexandria Anderson     | Stati Uniti       | 11.01 | q    |
| 7    | 1        | 4      | Blessing Okagbare       | Nigeria           | 11.08 | Q    |
| 7    | 1        | 6      | Octavious Freeman       | Stati Uniti       | 11.08 | Q    |
| 9    | 3        | 4      | Ivet Lalova             | Bulgaria          | 11.10 |      |
| 10   | 1        | 7      | Verena Sailer           | Germania          | 11.16 |      |
| 11   | 2        | 5      | Ana Cláudia Lemos       | Brasile           | 11.25 |      |
| 12   | 1        | 9      | Schillonie Calvert      | Giamaica          | 11.28 |      |
| 13   | 3        | 2      | Myriam Soumaré          | Francia           | 11.31 |      |
| 14   | 1        | 2      | Michelle-Lee Ahye       | Trinidad e Tobago | 11.33 |      |
| 15   | 1        | 5      | Franciela Krasucki      | Brasile           | 11.34 |      |
| 16   | 3        | 9      | Sheniqua Ferguson       | Brasile           | 11.35 |      |
| 17   | 1        | 8      | Asha Philip             | Regno Unito       | 11.35 |      |
| 18   | 2        | 2      | Nataliya Pohrebnyak     | Ucraina           | 11.36 |      |
| 19   | 2        | 8      | Sheri-Ann Brooks        | Giamaica          | 11.40 |      |
| 20   | 2        | 9      | Ezinne Okparaebo        | Norvegia          | 11.41 |      |
| 21   | 2        | 3      | Mariely Sánchez         | Rep. Dominicana   | 11.41 |      |
| 22   | 1        | 3      | Olesya Povh             | Ucraina           | 11.43 |      |
| 23   | 3        | 8      | Gloria Asumnu           | Nigeria           | 11.44 |      |
| 24   | 3        | 3      | Tatjana Pinto           | Germania          | 11.54 |      |

### Finale
| Pos. | Corsia | Nome                    | Nazionalità    | Tempo | Note |
| ---- | ------ | ----------------------- | -------------- | ----- | ---- |
|      | 4      | Shelly-Ann Fraser-Pryce | Giamaica       | 10.71 | WL   |
|      | 6      | Murielle Ahouré         | Costa d'Avorio | 10.93 |      |
|      | 5      | Carmelita Jeter         | Stati Uniti    | 10.94 |      |
| 4    | 2      | English Gardner         | Stati Uniti    | 10.97 |      |
| 5    | 8      | Kerron Stewart          | Giamaica       | 10.97 |      |
| 6    | 7      | Blessing Okagbare       | Nigeria        | 11.04 |      |
| 7    | 3      | Alexandria Anderson     | Stati Uniti    | 11.10 |      |
| 8    | 9      | Octavious Freeman       | Stati Uniti    | 11.16 |      |